# Moór Elemér
Moór Elemér (Hárspatak, 1891. december 1. – Szeged, 1974. április 22.) magyar művelődéstörténész, nyelvész, a nyelvtudományok doktora.

## Élete
Moór Károly és Siftár Teréz fia. 1910-től magyar–német szakos a Budapesti Tudományegyetemen, ahol 1914-ben doktorált. 1923-ban írt dolgozatával elnyerte a berlini Collegium Hungaricum ösztöndíját. 1925-től a Berlini Egyetem magyar lektora volt. Ekkor kezdett szlavisztikával foglalkozni. 1929-ben hazatért és a szegedi polgári iskolai tanárképző főiskola német tanszékének tanára lett egészen 1944-ig.
Irodalomtörténésznek indult, majd névtudománnyal, ős- és néptörténettel, illetve a településtörténet kapcsolódó kérdéseivel foglalkozott, továbbá a történelmi néprajz és művelődéstörténet művelője volt. A magyar, illetve más ős- és néptörténet terén nyelvészeti jellegű hozzájárulása különösen jelentős. Ennek kapcsán sokak megbecsülő tisztelete ellenére időről időre tudományon kívüli eszközökkel történt támadások is érték.
A Népünk és Nyelvünk című folyóirat szerkesztője volt, több cikke jelent meg a Nyelvtudományi Közleményekben.
Felesége Bognár Margit Teréz gimnáziumi tanárnő volt, Bognár Ferenc és Bischiczky Anna lánya, akit 1918. július 24-én Kispesten vett nőül.
A szegedi Belvárosi temetőben nyugszik (XII - kriptasor 55.).

## Művei
- 1914 A Toldimonda és német kapcsolatai. Budapest.
- 1923 Volt-e magyar hunmonda. Budapest.
- 1927 Ungarische Flussnamen. Ungarische Jahrbücher VI.
- 1927 Eine Vorrichtung der ungarischen Sperrfischerei. Ungarische Jahrbücher VII.
- 1929 Zur Siedlungsgeschichte der deutsch–ungarischen Sprachgrenze. Ungarische Jahrbücher.
- 1930 Bolgártörökök és szlávok és a Melich-féle helynévkutatás. Szeged.
- 1930 Die slawischen Ortsnamen der Theissebene. Zeitschrift für Ortsnamenforschung.
- 1933 A magyar nép eredete. Szeged.
- 1933 Az állattartással kapcsolatos szokások, hiedelmek és babonák Rábagyarmaton. Ethnographia.
- 1935 (Horger Antallal és Mészöly Gedeonnal) Megjegyzések a Magyar Etymológiai Szótár XI. füzetéhez. Szegedi Füzetek.
- 1936 Westungarn im Mittelalter im Spiegel der Ortsnamen. Acta Litterarum ac Scientiarum Regiae Universitatis Francisco-Josephinae - Sectio phil. 10. Szeged.
- 1937 Die Anfänge der höfischen Kultur in Ungarn. Ungarische Jahrbücher.
- 1937 Hiung-nuk és húnok. Szeged.
- 1939 A magyar nyelv régi török és mongol jövevényszavai nyelvtörténeti és őstörténeti szempontból. Szeged.
- 1943 A magyar őstörténet fő problémái. Szeged.
- 1944 A honfoglaló magyarság megtelepülése és a székelyek eredete. Szeged.
- 1945 Egy „Alföldi Községi Lexikon” tervezete. Alföldi Tudományos Intézet 1941-1945-i Évkönyv.
- 1951 Studien zur Früh- und Urgeschichte des ungarishen Volkes. Acta Ethnografica.
- 1953 A magyar népnév eredetének kérdéséhez. Nyelvtudományi Közlemények 52.
- 1955 Slavo-Germanica. Nyelv és irodalom. Szeged.
- 1956 Die Ausbildung des ungarischen Volkes im Lichte der Laut- und Wortgeschichte. Budapest.
- 1959 Die Benennungen der Ungarn in den Quellen des IX. und X. Jahrhunderts. Ural-altaische Jahrbücher.
- 1963 A nyelvtudomány, mint az ős- és néptörténet forrástudománya. Budapest.
- 1963 Slawischer Einfluss auf das Fischerei- und Jagdwesen der Ungarn im Mittelalter im Lichte des sprachlichen Materials. Acta Ethn. XII, 1—56.
- 1963 Zur Herkunft der Hunnen mit besonderer Berücksichtigung ihres Namenmaterials. Beiträge zur Namenforschung.
- 1965 Noch einmal zum Hunnenproblem. Beiträge zur Namenforschung.
- 1967 A földműves életforma kialakulás népünknél a szláv jövevényszavak tükrében, Magyar Nyelv 1967. 2.
- 1967 Az éjszakai nyugalom kultúrájának alakulása népünknél. Nyelvtudományi Közlemények 59. 1.
- 1969 Pénz szavunk származása nyelvi, archeológiai és településtörténeti adatok tükrében. Nyelvtudományi Közlemények LXXI/1.
- 1970 A nomád magyar törzsek X. századi szállásterületei a Kárpát-medencében. In: Kázmér Miklós - Végh József (szerk.): Névtudományi előadások II. Budapest, 45-50.
- 1970 Az Árpád-monarchia kialakulásának kérdéséhez. Századok.
- 1971 Adalékok szláv származású „női” szavaink problémáihoz. Magyar Nyelv 1971. 3.
- 1971 A Kaukázuson túli állítólagos „szavard-magyarok” kérdéséhez, fő tekintettel annak a chazar-problémával való kapcsolatára. Századok.
- 1973 A betű-től a könyv-ig. Magyar Nyelv 1972. 2., 3.